# Company of Heroes 2
Company of Heroes 2 è un videogioco strategico in tempo reale sviluppato dalla Relic Entertainment e commercializzato nel 2013 dalla SEGA. L'espansione Company of Heroes 2: The Western Fronts Armies è stato pubblicato il 24 giugno 2014.

## Modalità di gioco

### Risorse
Rispetto al primo capitolo dove, per far affluire risorse, bisognava catturare e mantenere i punti strategici sulla mappa che fornivano determinati tipi di risorse (Munizioni, Carburante, Mano d'Opera), in questo nuovo capitolo, ogni punto strategico fornisce una certa quantità di munizioni e carburante, mentre la Mano d'Opera è prestabilita a un'affluenza di +300 unità che diminuirà di un certo numero ogni volta che recluteremo nuove truppe.
In tutti i casi sempre presenti i punti Munizioni e i punti Carburante, ma sono limitati a un numero predefinito a seconda della mappa giocata.
Inoltre, mentre nel primo capitolo si poteva incrementare la produzione di risorse mediante la costruzione dei punti di osservazione, nel nuovo capitolo è possibile aumentare la produzione di carburante o munizioni costruendo sul punto in questione un Deposito di Carburante o una Scorta di Munizioni, che aumenteranno l'affluenza di una o dell'altra risorsa.

### Punti Strategici Speciali
Con il nuovo capitolo, sono stati introdotti anche alcuni punti strategici speciali.
Possono essere di tre tipi:
- Postazione Medica: Una volta conquistata, verranno schierati dei medici che cureranno le tue truppe e quelle alleate se ferite.
- Postazione Meccanica: Una volta conquistata, verranno schierati dei meccanici che ripareranno i tuoi mezzi e quelli alleati se danneggiati.
- Postazione di Osservazione: Se presidiata da un cecchino offre un ampio raggio visivo e in alcuni casi (solo nelle mappe dove previsto), verrà lanciato un attacco di artiglieria leggera sulla truppe nemiche allo scoperto.

### Popolazione Massima
A differenza del primo capitolo, dove il limite di popolazione aumentava o diminuiva in base al numero di territori conquistati o persi, nel nuovo sistema, la popolazione massima è già prestabilita ad un massimo di 100 unità, dato che potrà variare da mappa a mappa.

### Comandanti
La nuova interfaccia di gioco, non consente più la scelta delle dottrine, che consentivano, a seconda della scelta, abilità, truppe e mezzi particolari. Questo sistema è stato sostituito da uno più completo e personalizzabile dei comandanti. Ogni giocatore, potrà scegliere un massimo di 3 comandanti, tra gli svariati a disposizione, ognuno dei quali fornirà al giocatore delle abilità o truppe speciali.
All'inizio verrà fornito un numero finito di comandanti che aumenteranno avanzando di livello

### Bollettini
Ogni giocatore, oltre ai tre comandanti, potrà scegliere anche 3 bollettini. Questi sono dei bonus messi a disposizione per il giocatore, che applicati all'unità a cui si riferiscono ne migliorano uno o più caratteristiche.

### Colorazioni dei mezzi
Oltre ai comandanti e ai bollettini, si può anche scegliere una colorazione mimetica per abbellire i propri mezzi. Esse potranno essere colorazioni primaverili o invernali.
All'inizio del gioco non verrà fornito alcun motivo, che verranno in seguito sbloccati avanzando di livello.

### Edifici
A differenza del primo capitolo, gli edifici non potranno più essere trasformati in caserme o avamposti, ma potranno solo essere presidiati dalla fanteria e da alcune armi da posizione come MG42.

### Tempo Atmosferico
Vera innovazione del gioco.
Alcune missioni della campagna, e quindi alcune mappe della schermaglia, potranno essere giocate in un'ambientazione invernale. Non solo le truppe saranno vestite con uniformi invernali, ma subiranno anche l'effetto del freddo. Infatti, se verranno lasciate troppo tempo all'addiaccio, inizieranno a subire l'effetto del congelamento, morendo poco a poco. Questo rischio si può evitare costruendo, vicino alle proprie truppe, un focolare, oppure entrando in un edificio.
Sono inoltre presenti anche alcune insidie nelle mappe invernali, in primis, la probabilità di trovarsi nel mezzo di una bufera, che congelerà le truppe lontane dai fuochi molto velocemente; in secundis, la presenza, in alcune zone, di neve alta, che rallenterà le truppe e i mezzi rendendoli un facile bersaglio;
Per ultimo, ma non meno pericoloso, la presenza di corsi d'acqua ghiacciati, infatti, il ghiaccio, se colpito a dovere può rompersi facendo affogare la fanteria o affondando i carri armati che si trovano sopra di esso.

### Visuale
Mentre nel primo capitolo la visuale di un'unità era prestabilita a una certa grandezza, e tramite questa grandezza si poteva vedere una determinata parte di mappa, in Company of Heroes 2, la visuale può essere ostacolata.
Muri, edifici alti, siepi, alberi e relitti, creano un cono d'ombra in loro corrispondenza, non permettendo di vedere oltre, rendendo in questo modo il gioco molto realistico.